# 大久保藩
大久保藩（日语：／ Ōkubo-han */?），又稱岩瀨藩（日语：／ Iwase-han */?），是位於日本陸奧國岩瀨郡大久保村（現福島縣須賀川市大久保）的藩，成立於天和2年（1682年）2月，藩廳是位於字宿的大久保陣屋，大名家是譜代大名本多氏，石高為一萬石，元祿6年6月13日（1693年7月15日）廢藩。

## 歷史
根據《岩瀨郡誌》記載，大久保古屬藤沼莊江原鄉，《角川日本地名大辭典》也提及這個說法，《日本莊園大辭典》則指岩瀨郡全域均屬於岩瀨莊，自保延4年（1138年）為源有仁的家領，鎌倉時代時由二階堂氏擔任總地頭，戰國時代則由二階堂輝行四子大久保資近在此興建大久保館作為根據地。此外，大久保也以「大窪」之名見於推測為永祿9年，收錄於《新編會津風土記》的8月11日《蘆名盛氏書狀案》，另外根據《仙道記》記載，須賀川城主二階堂盛行在天正年間（1573年至1592年）在玉之木不敵田村清秋而敗走至大久保館時，大久保一帶遭到乘勝追擊的田村氏縱火。
天正18年（1590年），岩瀨郡成為蒲生氏鄉的領地，以「大窪」名義見於文祿3年（1594年）的《蒲生領高目錄》，為小崎五左衛門等三人的知行地。慶長3年（1598年），上杉景勝以120萬石入主會津後，岩瀨郡也成為其領地，其後上杉氏在慶長6年（1601年）轉封至出羽米澤藩，會津改由蒲生秀行以60萬石入主。寬永4年（1627年），蒲生忠鄉由於在沒有繼承人的情況下死去，會津藩改由加藤嘉明入主，其中岩瀨郡部分地區變成白河藩主丹羽長重的領地，後來的大久保藩領在當時仍然是會津藩領。寬永20年（1643年），加藤明成交還領地予江戶幕府後，會津藩和白河藩分別改由保科正之和榊原忠次入主，原本屬於會津藩領的各村中有約四萬石變成是白河藩領，後來的大久保藩領在當時均改由白河藩管治。慶安2年（1649年），榊原氏轉封至播磨姬路藩後，改由本多忠義入主白河藩，與此同時以長沼為中心的約兩萬石共31村則從白河藩領變成幕府領，並且在長沼設置陣屋，稱為長沼領。
天和2年（1682年）2月，播磨明石藩主本多政利由於處理藩政不善，加上接待巡見使不周而被減封至岩瀨一萬石，設陣屋於大久保村，長沼領中的11村也因而變成大久保藩領。根據收錄於《渡邊文書》內的《萬集留記》記載，大久保藩家老深津杢之助、臼杵六兵衛以及代官佐藤兵右衛門在同年4月，與長沼領的代官市川孫右衛門的手代海野藤右衛門進行交接。另外，根據石背國造神社藏《石背古事記》記載，大久保藩參照幕府領的做法採用割元制，以奉行為首，其後按順序代官、割元和庄屋的形式來進行管治，另一方面根據現存的大桑原村的天和3年（1683年）以及貞享元年（1684年）的年貢割付狀記載，相對於幕府領時期，大久保藩的年貢較高，口米和口永均倍增，更額外收取夫金等稅收，也沒有記載任何年貢的豁免對象。
元祿6年6月13日（1693年7月15日），根據《德川實紀》記載，由於政利平時言行不良，經過警告後，這一次又殺害無辜的婢女，因此沒收其一萬石的領地，《日本大百科全書》同時指理由還有沉迷女色。其後，政利和其子政真分別交由庄內藩主酒井忠真和伊予小松藩主一柳直治看管，政利直至廢藩為止也未有前往大久保赴任，僅派遣奉行和代官負責管治。同年6月28日（7月30日），他途經須賀川臨時市集時，被眾人指其真的是給人帶來麻煩。同年7月18日（8月19日），原大久保藩領重新劃入長沼領，由長沼代官柘植傳兵衛負責管治。元祿10年（1697年）7月，幕府將藏米知行500俵以上的旗本改為地方知行，原藩領越久村和北橫田村便變成三枝守輝的知行地。元祿13年（1700年）9月，原藩領在內的幕府領岩瀨18村由松平賴隆拜領，成為長沼藩領。

## 領地
大久保藩的領地如下，基於相給，領地也有可能同時是皇室領、公家領、幕府領、其他藩領、旗本領或寺社領。
| 令制國 | 郡     | 町村數目 | 領地                                                                                           |
| ------ | ------ | -------- | ---------------------------------------------------------------------------------------------- |
| 陸奧國 | 岩瀨郡 | 11村     | 大桑原村、大久保村、越久村、北橫田村、滑川、仁井田村、畑田村、深渡戶村、袋田村、矢澤村、山寺村 |